# Floorball Danmark
Floorball Danmark (ehemals Dansk Floorball Union, DaFU) ist der nationale Spitzenverband Dänemarks in der Sportart Unihockey (auch Floorball genannt). Der Verband zählte 2010 über 6000 Mitglieder, davon 4.835 Männer und 1.172 Frauen, die in 103 Vereinen aktiv waren. Der Sitz des Verbandes befindet sich im Idrættens Hus (Haus des Sports) im Kopenhagener Vorort Brøndby.
Gegründet wurde die DaFU 1989 in Aalborg, im Jahr 1991 wurde sie in den Weltverband IFF aufgenommen. Um in den dänischen Sportverband aufgenommen zu werden, wurde 1995 zusammen mit Vertretern des allgemeinen Hockeysports ein gemeinsamer Verband, der Dansk Hockey og Floorball Forbund, gegründet. Verwaltung und Haushaltsführung blieben jedoch getrennt und 2008 erfolgte die Aufspaltung in zwei Verbände: die DaFU und die Dansk Hockey Union (DHU). 2016 folgte die Umbenennung in Floorball Danmark.

## Nationalmannschaften
- Dänische Unihockeynationalmannschaft
- Dänische Unihockeynationalmannschaft der Frauen
- Dänische Unihockeynationalmannschaft (U-19-Junioren)
- Dänische Unihockeynationalmannschaft (U-19-Juniorinnen)

## Spielbetrieb
- Dänische Floorballmeisterschaft

Höchste Liga ist die Floorball-Ligaen. Die erste dänische Meisterschaft der Herren gewannen die Aalborg Flyers 1992 mit 9:2 gegen die Frederikshavn Bulldogs. Rekordmeister (Stand 2011) ist Københavns FK mit fünf Meisterschaften.
Die erste Meisterschaft der Frauen gewann 1999 der Hafnia Floorball Club durch ein 3:1 über die Jægerrspris Underducks.
2006 veranstaltete die DaFU auch Meisterschaften in den Disziplinen Freestyle und Speedshooting.

## Mitgliederentwicklung
Statistik zur Mitgliederzahlen und Mitgliedsvereinen.
| Datum      | Mitglieder | Mitglieder |
| Datum      | Personen   | Vereine    |
| ---------- | ---------- | ---------- |
| 31.12.1996 | 1476       | 42         |
| 31.12.1997 | 1522       | 49         |
| 31.12.1998 | 1754       | 48         |
| 31.12.1999 | 2449       | 62         |
| 31.12.2000 | 2039       | 68         |
| 31.12.2001 | 2177       | 65         |
| 30.06.2003 | 3209       | 62         |
| 30.06.2004 | 3581       | 67         |
| 30.06.2005 | 4062       | 77         |
| 30.06.2006 | 4097       | 85         |
| 30.06.2007 | 4797       | 88         |
| 30.06.2008 | 5144       | 85         |
| 30.06.2009 | 5384       | 99         |
| 2010       | 6007       | 103        |